# 矢橋亮吉
矢橋 亮吉（やばし りょうきち、1867年9月6日 - 1946年9月30日）は、日本の実業家・銀行経営者・慈善家。「先祖は嵯峨天皇の第12皇子で光源氏の実在モデルの有力候補とされる源融（みなもとのとおる）にまで遡る（アーカイブ）」矢橋家・本家の出身。国会議事堂などの日本の近代建築史に残る建造物・高層ビル・ホテル・豪華列車の床材・海外の航空会社のラウンジから自動運転技術・EV・新幹線などまで関わってきた、矢橋グループの一翼を担う矢橋大理石の創業者。

## 略歴
1867年に美濃赤坂で生まれる。明治維新の廃藩置県の時に、徳川家康が織田信長の岐阜城千畳敷御殿を移築し造営させた将軍家専用休泊所であるお茶屋屋敷の払下げを受けた矢橋本家・宗太郎の三男。
実父である矢橋本家・宗太郎の二女で姉の勝（後改幾世）の三男である、大蔵省営繕官僚として中心となって国会議事堂の設計をまとめた甥矢橋賢吉（矢橋惣本家）と上京。矢橋賢吉は東京帝国大学、矢橋亮吉は高等商業（現・一橋大学）を、それぞれ卒業する。一時父と疎遠になる。東京海上専務取締役・第45代文部大臣 (大日本帝国憲法時代)・甲南大学・甲南高等学校・中学校の創立者である平生釟三郎とは高等商業時代互いに門番をして支え合った学友。

1901年に美濃赤坂で矢橋大理石商店を創業し、工芸品の製作から建築用石材の加工へと発展させる。国会議事堂、日本銀行などに施工実績を有する。美濃赤坂にある西洋館には、昭和天皇と皇太子時代の明仁上皇が行幸している。

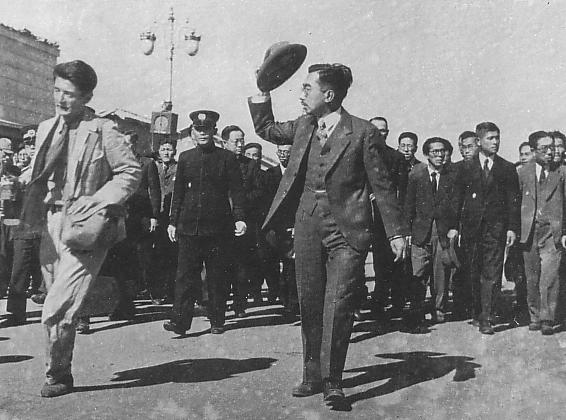
昭和天皇の大垣市行幸時（1946年）

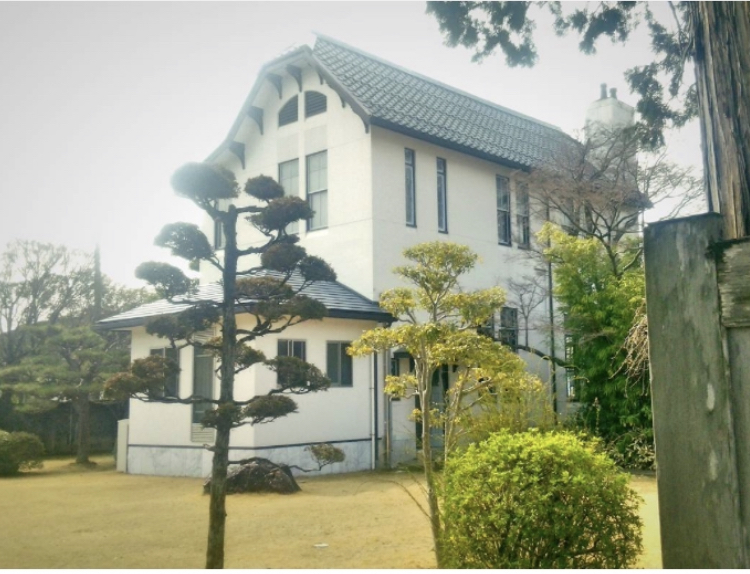
昭和天皇のご訪問（行幸）があった矢橋亮吉の西洋館（西館）（赤坂宿）

1916年に濃飛農工銀行頭取に就任（同行は1937年に通称勧農合併法に基づき日本勧業銀行 (現・みずほ銀行) に吸収される。「農工銀行#存在した農工銀行」、「特殊銀行 (日本金融史)#概要」参照）。
育英事業として矢橋謝恩会を設立した。外務省経済協力局長・岐阜県知事・古田肇は奨学生の一人。
1946年9月30日死去。80歳。

## 系譜

### 江戸中期 (分立) 以前
- 遠祖 - 矢橋藤十郎（桓武天皇第二皇子の嵯峨天皇にまで遡るとされる系譜 (「註釈一覧 3) 矢橋家」)。1722年11月18日没。孝 号木邑。室大垣川村太郎ェ門女。）

### 江戸中期 (分立) 以後

#### 惣本家
- 鼻祖 - 矢橋藤十郎（矢橋藤十郎（1722年11月18日没。孝 号木邑。）の実子。本家鼻祖・矢橋三郎兵衛（1761年11月22日没、元連 小字徳四郎。）の実兄。1775年8月晦没。宅教 小字惣四郎 号李明。「矢橋惣本家 今称東矢橋又辻矢橋」。室矢橋久左ェ門女）
- 義兄 - 矢橋藤十郎（1894年3月12日没。小字増次郎 号十衛。矢橋惣本家当主。室矢橋宗太郎二女勝後改幾世）
- 姉 - 矢橋幾世（1911年4月7日没。矢橋本家当主・矢橋宗太郎二女。勝後改幾世。矢橋惣本家当主・矢橋藤十郎 (1894年3月12日没、小字増次郎 号十衛) に嫁す。行年79。）
- 甥 - 矢橋徳次郎 (1857年、美濃赤坂生まれ。1875年家督を相続、岐阜県屈指の大地主、最多額納税者となる。1874年以降県会議員に3期当選、美濃実業銀行、高須貯蓄銀行、赤坂銀行及び大垣銀行などの取締役)[1][2]
- 次兄 - 矢橋為吉（生年不詳-1936年1月没。1893年4月より1901年3月まで、大垣市赤坂村 (同村は1901年5月21日より町制施行) 赤坂尋常高等小学校校長）
- 甥 - 矢橋賢吉（1869年10月、美濃赤坂生まれ。営繕官僚、建築家。国会議事堂の設計をまとめた中心人物。国会議事堂建設営繕組織の中心人物（国会議事堂#歴史#国会議事堂と建築家 及び #営繕組織参照）。近代公共建築を支えた中心人物。）

#### 本家
- 鼻祖 - 矢橋三郎兵衛（矢橋藤十郎（1722年11月18日没。孝 号木邑。）の実子。惣本家鼻祖・矢橋藤十郎 (1775年8月晦没。宅教 小字惣四郎)の実弟。1761年11月22日没。元連 小字徳四郎 号李仙。寿50。室京都人図司多美。）
- 父 - 矢橋宗太郎 (美濃赤坂生まれ。矢橋本家当主。大地主。明治維新の廃藩置県の時に、徳川家康が織田信長の岐阜城千畳敷御殿を移築し造営させた将軍家専用休泊所であるお茶屋屋敷の払下げを受けた[7])
- 長兄 - 矢橋敬吉[15] (美濃赤坂生まれ。大地主。素封家。赤坂銀行 (十六銀行) 取締役。同氏に昭和天皇と明仁親王のご訪問 (行幸 (昭和21年・昭和40年)) があったこと[8]、所有するお茶屋屋敷 (徳川家康造営の将軍家専用休泊所跡) の保存・公開[16]などで、知られる同氏の当主[17][18][19][20])
- 次兄 - 矢橋友吉（美濃赤坂生まれ。素封家[21]。孫は、世界一の精度を誇る「矢橋式日時計」の考案者・矢橋徳太郎）
- 姉 - 矢橋幾世（矢橋本家当主・矢橋宗太郎二女勝 (後改幾世)。1911年4月7日没。行年79。矢橋惣本家当主・矢橋藤十郎（1894年3月12日没。小字増次郎 号十衛。）に嫁す。国会議事堂の設計をまとめた中心人物・矢橋賢吉は、三男。）
- 子 - 矢橋太郎（美濃赤坂生まれ。亮吉・長男。娘婿は、揖斐川電気工業 (現・イビデン) 社長・矢橋浩吉。）
- 子 - 矢橋次雄（美濃赤坂生まれ。亮吉・二男。亮吉の長男・矢橋太郎が早世したため、亮吉を襲名。矢橋大理石社長を務める矢橋修太郎は次雄の養子。）
- 子 - 矢橋五郎（美濃赤坂生まれ。亮吉・四男。関ヶ原製作所、関ヶ原石材 を興す。）
- 子 - 矢橋六郎（美濃赤坂生まれ。亮吉・五男。洋画家。大理石モザイク壁画も手掛け日本近代画に革新的な役割を果たした[22]）
- 子 - 矢橋孝子（美濃赤坂生まれ。亮吉・二女。十六銀行の第4代頭取・桑原善吉に嫁す。）
- 孫 - 矢橋謙一郎（亮吉の四男・矢橋五郎の長男。関ヶ原石材 社長）
- 孫 - 矢橋昭三郎（亮吉の四男・矢橋五郎の三男。関ヶ原製作所社長)
- 曽孫 - 矢橋修太郎（亮吉の長男・矢橋太郎の孫。矢橋太郎が早世し、亮吉の二男・矢橋次雄が亮吉を襲名し、その養子となる。矢橋大理石社長）
- 甥 - 矢橋賢吉（1869年10月、美濃赤坂生まれ。矢橋幾世の三男。営繕官僚、建築家。国会議事堂の設計をまとめた中心人物。国会議事堂建設営繕組織の中心人物（国会議事堂#歴史#国会議事堂と建築家 及び #営繕組織参照）。近代公共建築を支えた中心人物。）
- 甥- 矢橋龍吉 (美濃赤坂生まれ。梁川星巌全集刊行会評議員。伊藤信の遺稿『細香と紅蘭』を編集・校正・発行する。美濃赤坂の儒者で頼山陽・梁川星巌と深い交流のあった矢橋家の矢橋赤山・赤水 兄弟の遺稿を刊行する。美濃赤坂お茶屋屋敷の牡丹園を公開)[23][24][25][26]
- 甥 - 矢橋次郎 (美濃赤坂生まれ。矢橋工業 (金生山の鉱山) 社長、十六銀行監査役[21][27])
- 姪孫 - 矢橋龍太郎 (美濃赤坂生まれ。矢橋龍吉の実子。実業家。大垣市功労者。美術蒐集家)[28][29]
- 姪孫 - 矢橋宗一 (美濃赤坂生まれ。矢橋次郎の長男。矢橋工業 (金生山の鉱山) 社長)
- 姪孫 - 矢橋恒男 (美濃赤坂生まれ。矢橋次郎の二男。遠山産業副社長)
- 姪孫 - 原乙彦（美濃赤坂生まれ。旧姓・矢橋。矢橋次郎の三男。ユニチカ通商社長）
- 姪孫 - 矢橋徳太郎（1916年、美濃赤坂生まれ。矢橋友吉・孫。岐阜天文台副理事長。愛知淑徳短期大学教授。世界一の精度を誇る「矢橋式日時計」を考案[30][31]。）
- 曾姪孫 - 矢橋龍宜（矢橋ホールディングス社長）
- 曾姪孫 - 矢橋慎哉（矢橋工業 (金生山の鉱山) 会長）
- 曾姪孫 - 矢橋哲郎（矢橋林業取締役）
- 曾姪孫　- 矢橋和廣（トヨタ自動車）
- 曾姪孫 - 原秀六（滋賀大学名誉教授）
- 曾姪孫 - 原吉弘
- 遠縁 - 所郁太郎 (美濃赤坂生まれ。蘭方医、幕末の志士。1838年造り酒屋・矢橋亦一 (美濃赤坂宿 ■ 所郁太郎 及び ■ 矢橋家) の四男。梁川星巌と親交。適塾塾頭。井上馨の救命、高杉晋作への協力で知られる。)

## 家系図
「矢橋家家系図」によれば、矢橋家（惣本家・本家・南矢橋・北矢橋）は、嵯峨天皇・源融（紫式部『源氏物語』の主人公光源氏の実在モデルの有力候補）まで遡る。
- 《惣本家》矢橋藤十郎・幾世
  - 矢橋徳次郎（大地主、岐阜縣多額納税者、株式會社赤坂銀行、株式會社大垣銀行各取締役等）[34]
    - 矢橋敏郎
    - 矢橋郁二
    - 矢橋省三
    - 矢橋和夫
    - 矢橋豊二

  - 矢橋為吉
  - 矢橋賢吉（大蔵官僚、国会議事堂設計の中心人物、叙正三位、勲二等旭日重光章受章）
    - 矢橋きみ
- 《本家》矢橋宗太郎（廃藩置県の際、徳川家康が織田信長の岐阜城千畳敷御殿を移築し造営させたお茶屋屋敷の払下げを受く）
  - 矢橋敬吉
    - 矢橋龍吉
      - 矢橋龍太郎
        - 矢橋龍宜

    - 矢橋次郎
      - 矢橋宗一
        - 矢橋慎哉
        - 矢橋哲郎

      - 矢橋恒男
        - 矢橋和廣

      - 原乙彦（旧姓・矢橋）
        - 原秀六
        - 原吉弘

  - 矢橋幾世・藤十郎
    - 矢橋徳次郎
    - 矢橋賢吉

  - 矢橋友吉
    - 矢橋厚一郎
      - 矢橋徳太郎（世界最高の精度を誇る日時計の考案者、CBCクラブ文化賞受賞、鯱光会顕彰者）

  - 矢橋亮吉
    - 矢橋太郎
      - 矢橋篤子（矢橋太郎長女）・矢橋浩吉（旧姓・亀山、揖斐川電気工業〈現・イビデン〉社長、勲三等瑞宝章受章）[32]
        - 矢橋修太郎・千枝子（北村酒造社長・北村精一郎〈宗四郎〉長女）[32]
          - 矢橋晋太郎[32]
          - 矢橋正二郎[32]
          - 矢橋庸子[32]

    - 矢橋次雄［矢橋亮吉］（矢橋大理石社長）
      - 矢橋修太郎（養子）[32]

    - 矢橋五郎（関ヶ原石材社長）[32]
      - 矢橋謙一郎
      - 矢橋昭三郎[3]

    - 矢橋六郎（JR名古屋駅新幹線口にあった壁画「日月と東海の四季」を描いた洋画家）
    - 矢橋重雄（矢橋亮吉十男、住友本社入社、矢橋大理石商店取締役）・美代子（男爵・北垣晋一長女）[32]
      - 矢橋和重[32]
      - 矢橋譲[32]
      - 矢橋晃[32]
      - 佐藤久美子・佐藤正昭[32]

    - 戸田道子（矢橋亮吉長女）・戸田良直（大垣貯蓄銀行頭取）[32]
    - 桑原孝子（矢橋亮吉二女）・善吉(真一)[35]（十六銀行会長）

遠縁：所郁太郎（実父・矢橋亦一、養父・所伊織）（大垣藩の生まれ、適塾塾頭、暗殺者に襲われた元勲・井上馨を治療した医師、幕末の志士、高杉晋作の参謀、長州藩遊撃隊軍監、従四位追叙）